# Blankenheim (Ahr)
Blankenheim (Ahr) este o localitate în districtul Euskirchen, landul Nordrhein-Westfalen , Germania.

## Așezare geografică
Blankenheim se află la cca. 27 km de Euskirchen capitala districtului, la marginea vestică a masivul Ahr (623 m) munți care sunt situați în Eifel la sud-vest de Bonn. Izvorul râului Ahr se află în centrul cu caracter medieval al localității.

## Localități ce aparțin de comună
| - Ahrdorf           | - Lommersdorf   |
| - Ahrhütte          | - Mülheim       |
| - Alendorf          | - Nonnenbach    |
| - Blankenheim (Ahr) | - Reetz (Eifel) |
| - Blankenheimerdorf | - Ripsdorf      |
| - Dollendorf        | - Rohr (Eifel)  |
| - Freilingen        | - Uedelhoven    |
| - Hüngersdorf       | - Waldorf       |
| - Lindweiler        |                 |

## Clima
Este caracterizată printr-o climă temperată cu veri răcoroase și ierni blânde.

## Istoric
In anul 721 localitatea este amintită în manuscripte sub numele de "blancio", localnicii folosesc denumirea de "Blangem". Blankenheim este cedat Franței după pacea de la Lunéville („Frieden von Lunéville”  9 februarie 1801), abia în anul 1815 reușește Prusia să redobândească localitatea cu regiunea înconjurătoare.

## Galerie de imagini

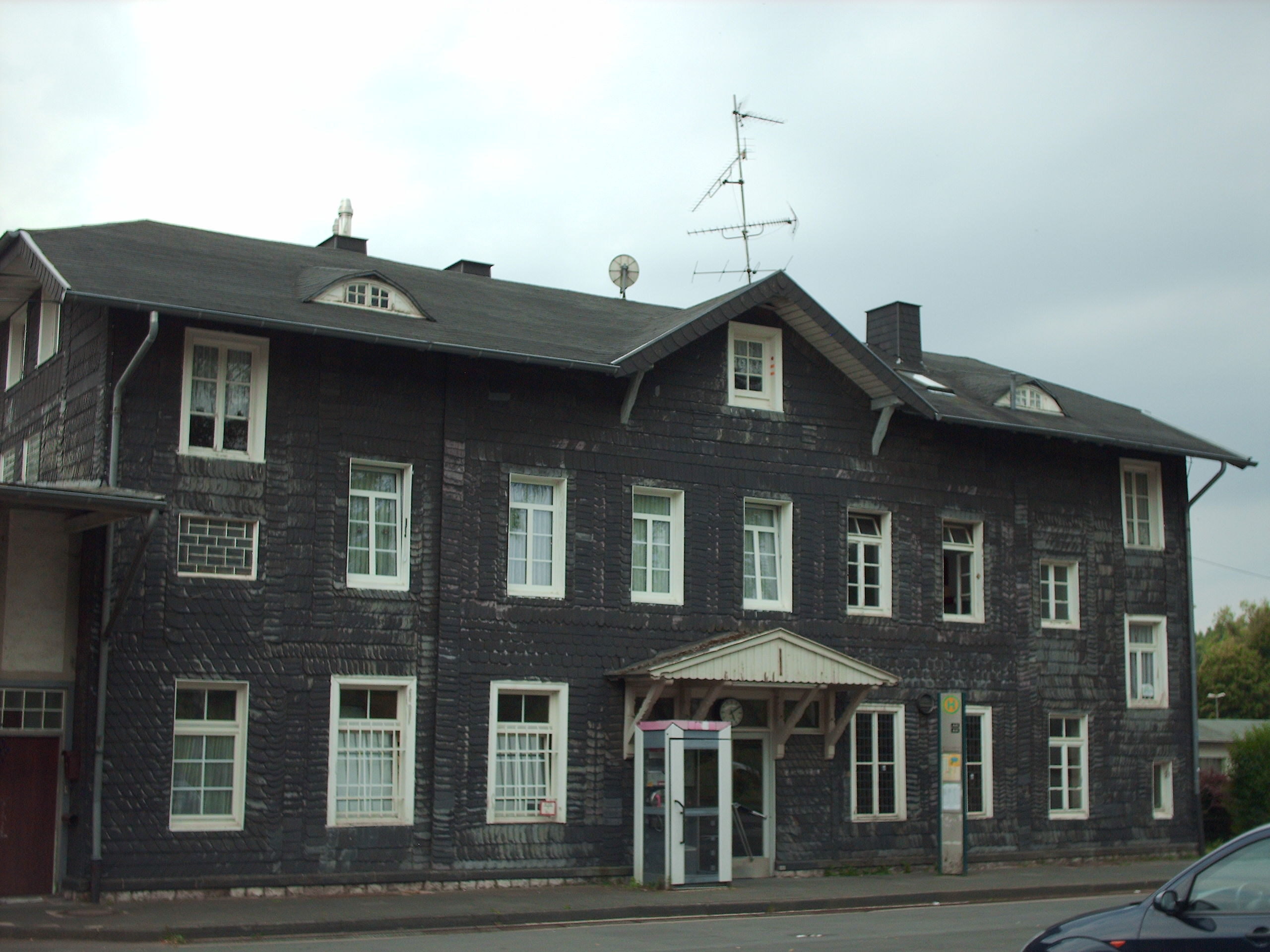
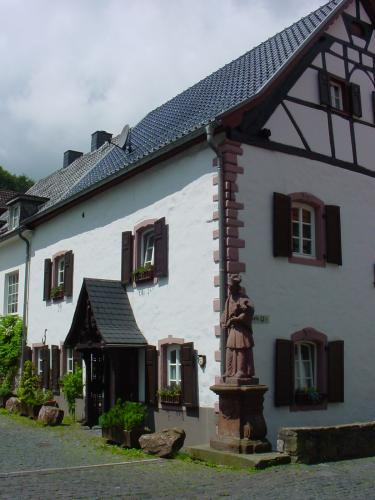
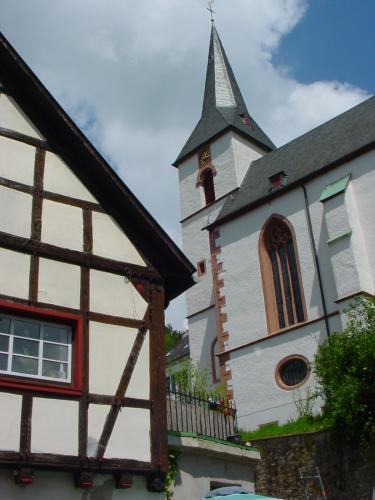
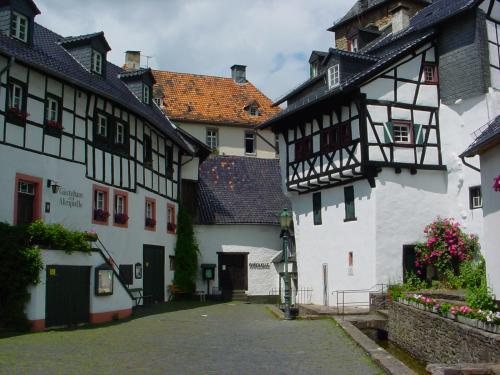
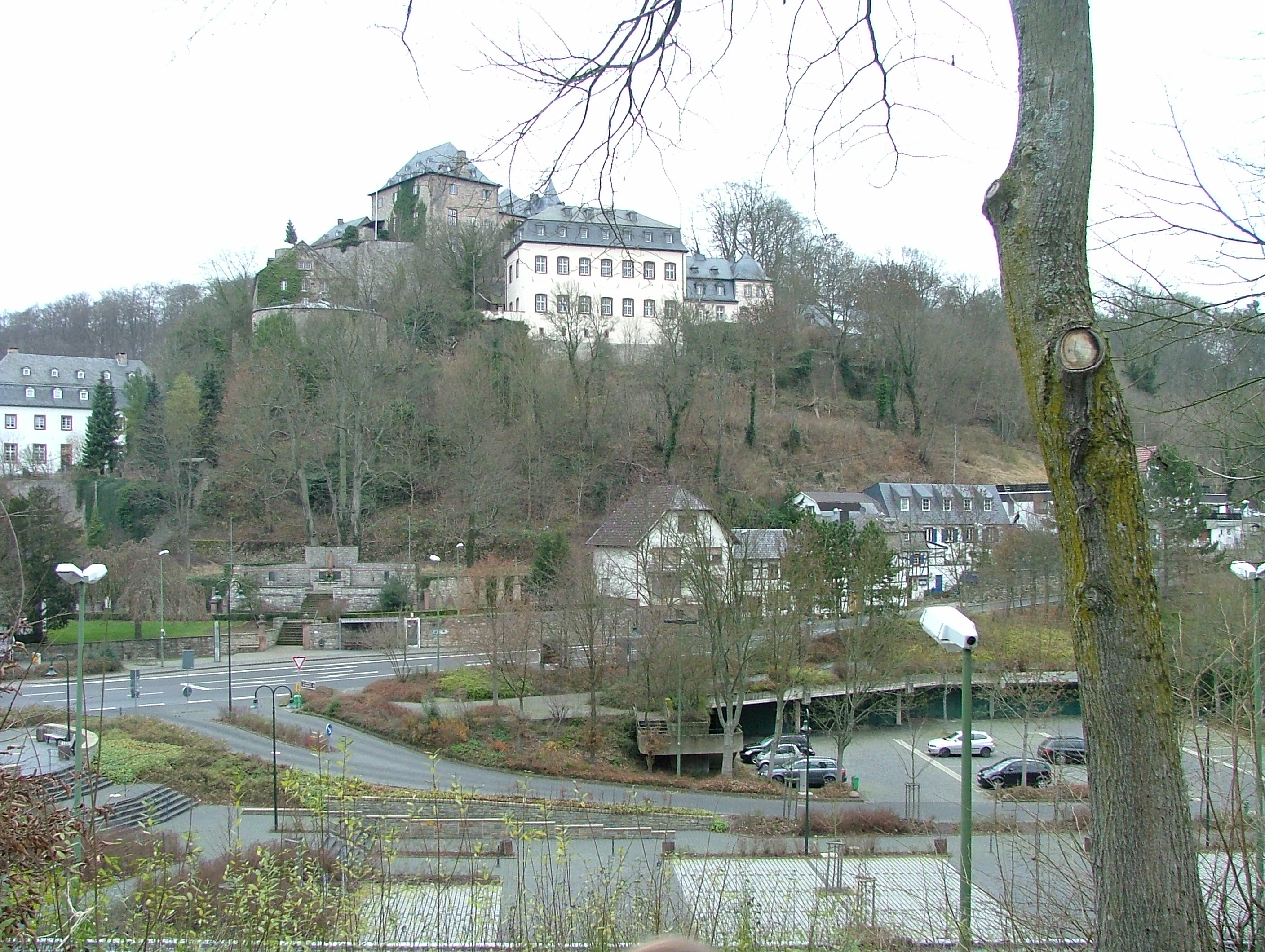

1. ↑  Alle politisch selbständigen Gemeinden mit ausgewählten Merkmalen am 31.12.2018 (4. Quartal) (în germană), Statistisches Bundesamt[*], arhivat din original la 10 martie 2019, accesat în 10 martie 2019
2. ↑  GeoNames